# Gouvernorat d'Amman
Le gouvernorat d'Amman (en arabe محافظة العاصمة, muḥāfaẓä alʿāṣimä, littéralement « gouvernorat de la capitale ») est un gouvernorat de la Jordanie.

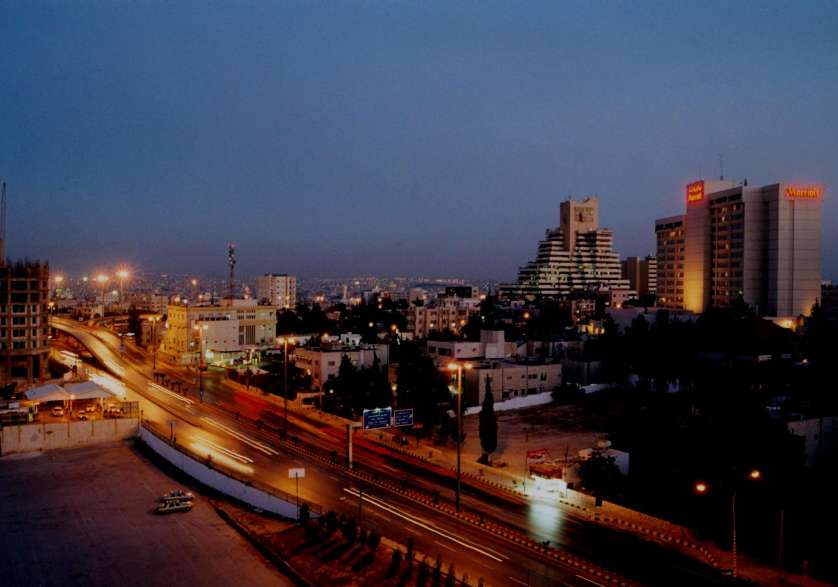
Le quartier d'Abdali constitue le cœur d'Amman